# Forestdale (Alabama)
Forestdale è un census-designated place (CDP) degli Stati Uniti d'America situato nella contea di Jefferson dello stato dell'Alabama.